# アカヤマドリ (菌類)
アカヤマドリ（赤山鳥、学名: Rugiboletus extremiorientalis）はイグチ目イグチ科アカヤマドリタケ属のキノコである。食用キノコ。極めて大型で傘の直径が30センチメートルを超えることもある。黄土色の傘の表面のひび割れ模様が特徴的でよく目立つ。和名は、赤みを帯びた褐色でヤマドリの羽の色に似ていることから名付けられた。形があんパンのように見えることから、別名や地方名として、アンパン、オイランタケ、オニハチス、ハチス、ヤキアンパン、ロッピャクメとよばれることもある。
なお、同名の鳥類にキジ科ヤマドリ属のアカヤマドリ (鳥類)がある。
従来はヤマイグチ属に分類されてきたが、2015年に中国のGang Wu と Zhu L. Yangが新設したアカヤマドリタケ属にタイプ種として移された。この属には、中国南部およびインドに生息するR. brunneiporusが含まれる。

## 分布・生育環境
日本、ロシア極東地方、韓国、および中国に分布する。日本産のイグチ科のキノコの中でも、特に大型になる種として知られる。
外生菌根菌（共生性・菌根性）。発生時期は夏から秋。コナラ、クヌギ、ミズナラ、シイ、カシなどブナ科広葉樹林内の樹下か、これらの広葉樹にマツなどの針葉樹が混ざった混生林や雑木林の林床、あるいはモミの樹下に、単生か散生または群生する。傘が径がかなり大型で、生えている様子は大きなあんパンが転がっているようにも見える。

## 特徴
きわめて大型なイグチ科のキノコであり、傘は直径7 - 25センチメートル (cm) 、ときに30 cmを超える個体が見られることもある。幼菌時は半球形で後にまんじゅう型からほぼ平らに開く。傘表面はビロード状で、濃黄土色から帯褐橙色。初めは赤褐色のしわ状で、傘が開くにつれてしわは伸び、表皮がひび割れて淡黄色の肉が見えるようになる。縁部は管孔部より外側に膜状に突出する。湿ると著しい粘性を帯びるが、通常はない。管孔は黄色のちオリーブ黄色、孔口は同色で非常に小さい。
柄は高さ5 - 15 cm、太さ25 - 50ミリメートル (mm) 。柄の表面は淡黄色から黄色で、黄褐色の細粒点から細鱗片で密に被われる。中実で堅く、上下同大か下方がやや太い。
肉は白色またはやや帯黄色で、きわめて厚く、幼菌は緻密だがのちにやわらかくなる。傘が開くとパンのような弾力がある質感になる。変色性はないが、空気に触れると僅かに淡紅色となることがある。傘が開いた子実体は、虫に食われやすい。

## 利用
見た目は異様なキノコであるが、食用キノコとして知られている。生長すると管孔部分にキノコバエなどの虫が入りやすいため、見つけても食べられないことがあり、採取時には注意が必要である。大きく生長したものは管孔の虫食いも多く、消化に悪いので、取り除くと食べられるようになることもある。傘は柔らかく、柄は程よく硬く歯切れが良い。汁物にすると肉から黄色い煮汁が出るが問題なく、イグチ科特有のうま味が出る。クセがなく美味で、油を使った料理や汁物に利用でき、鉄板焼き、バター炒め（炒め物）、きのこ汁（汁物、鍋物）、煮込み、天ぷらなどにする。
新鮮な管孔部分だけを軽く炒めるとマシュマロのような風味・食感となる。傘が開いていない若い個体は、肉が締まっているのでソテーなどに向いている。開いた傘の肉は、白いマシュマロのようにふわっとしている。火を通すと肉がとろとろになり、コクのある旨味が出るとともに、色が染み出して料理がカレー粉を入れたかのように黄色になる。柄はスライスして炒めたり、リゾットにするとよい。成長した柄の肉は、木材のようにばさばさになる。

## 近縁種
- ヤマイグチ属 (Leccinum)
  - ヤマイグチ (L. scabrum) - カバノキ科の樹木下に発生するキノコ。傘は黄褐色で、肉は傷つけても変色しない。生食すると中毒を起こす[11]。
  - キンチャヤマイグチ (L. versipelle) - カバノキ科の樹木下に生える食べられるキノコ。肉を傷つけると紫灰色に変色する[11]。
  - シワチャヤマイグチ (L. hortonii)
  - スミゾメヤマイグチ (L. pseudoscabrum) - シデ類の樹木下に発生する食べられるキノコ。傘は濃褐色で表面に凹凸がある。柄は長く黒い鱗片があり、傷つくと黒く変色する[11]。
  - ネナガシロヤマイグチ (L. subradicatum)
  - シロヤマイグチ (L. niveum)
  - アオネノヤマイグチ (L. variicolor)
  - クロヤマイグチ (L. nigrescens)